# Ардивилер
Ардивилер (фр. Hardivillers) насеље је и општина у североисточној Француској у региону Пикардија, у департману Оаза која припада префектури Клермон.
По подацима из 2011. године у општини је живело 586 становника, а густина насељености је износила 60,85 становника/km². Општина се простире на површини од 9,63 km². Налази се на средњој надморској висини од 120 метара (максималној 187 m, а минималној 112 m).

## Демографија
| 1962. | 1968. | 1975. | 1982. | 1990. | 1999. | 2011. |
| ----- | ----- | ----- | ----- | ----- | ----- | ----- |
| 387   | 411   | 422   | 408   | 481   | 533   | 586   |

График промене броја становника у току последњих година